# Amilcar Type C 6

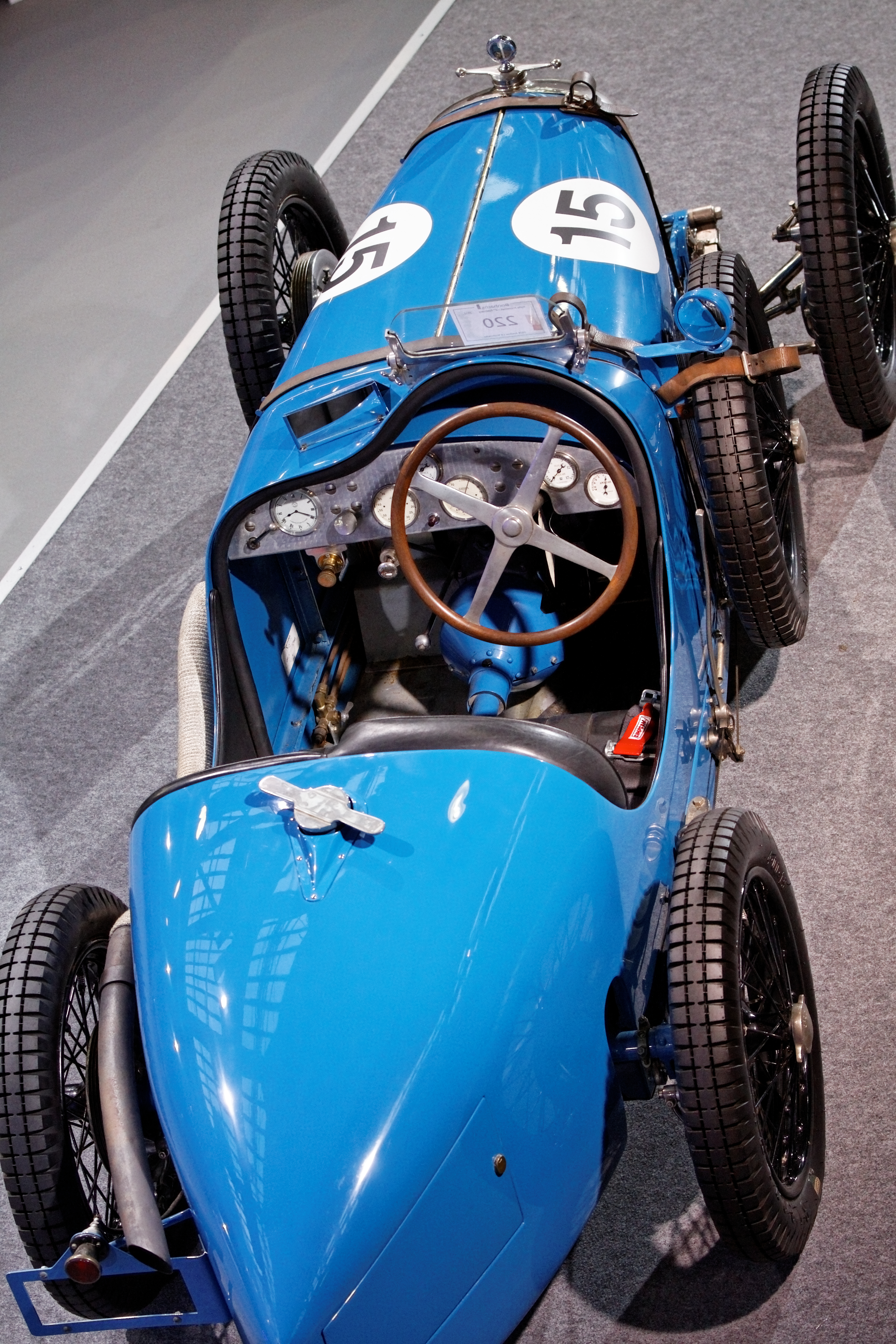
Sicht von oben

Der Amilcar Type C 6 (kurz Amilcar C 6) war ein Pkw der französischen Marke Amilcar. Es gibt auch die Schreibweise Amilcar Type C6.

## Beschreibung
Dieses Modell war die Straßenversion des Rennwagens Amilcar Type CO. Es wurde auf dem Pariser Autosalon im Oktober 1926 präsentiert und von 1927 bis 1930 produziert.
Das Fahrzeug hatte einen wassergekühlten Sechszylinder-Reihenmotor mit in den Zylinderblock integriertem Zylinderkopf und zwei obenliegenden Nockenwellen (DOHC-Ventilsteuerung). 56 mm Bohrung und 74 mm Hub ergaben 1094 cm³ Hubraum und eine steuerliche Einstufung mit 12 Cheval fiscal. Der Motor leistete mit einem Roots-Gebläses 62 PS bei 5600/min. Er wurde mit einer Kurbel gestartet. Die Kraft wurde über eine Einscheiben-Trockenkupplung, ein nicht synchronisiertes Vierganggetriebe mit Mittelschaltung und eine Welle an die Hinterachse übertragen. 
Das Fahrgestell entsprach in großen Teilen jenem des Type CO in der kurzen Ausführung mit Starrachsen, vorn mit Halbelliptik- und hinten mit Viertelelleptikfedern sowie Reibungsstoßdämpfern vom Typ Hartford an allen vier Rädern. Es waren Speichenräder mit Zentralverschluss, Reifengröße 4.00 × 19. Trommelbremsen an allen vier Rädern wurden mechanisch betätigt; der Handbremshebel war außen angebracht. Die Angaben zu Maßen und Gewicht sind je nach Quelle verschieden. Der Radstand betrug 2195 mm bzw. 2235 mm und die Spurweite vorn 1060 mm, hinten 1090 mm. Der Wagen war 3400 mm lang und 1225 mm breit. Als Leergewicht sind 550 kg bzw. 565 kg überliefert. Die Höchstgeschwindigkeit betrug etwa 165 km/h bis 170 km/h. Von null auf 100 km/h beschleunigte der Type C 6 in 12 Sekunden.
Aufbauten waren zweisitzige Roadster oder einsitzige Rennwagen auf einem Leiterrahmen. Im Heck hinter dem Fahrersitz war der Kraftstofftank mit 100 Liter Fassungsvermögen eingebaut.
Der hohe Kaufpreis verhinderte größere Stückzahlen. Eine Quelle schätzt, dass zwischen 50 und 60 Fahrzeuge entstanden. Sie hatten Motorennummern ab 90.000 und Fahrgestellnummern ab 11.000.

## Auktionsergebnisse
Bonhams bot 2015 auf einer Auktion zwei Fahrzeuge von 1927 an. Ihre unteren Schätzpreise beliefen sich auf 250.000 Pfund Sterling bzw. 350.000 Pfund. Sie wurden nicht verkauft.